# Оляницька сільська рада
| Оляницька сільська рада — колишній орган місцевого самоврядування у Тростянецькому районі Вінницької області з адміністративним центром у с. Оляниця. Сільській раді підпорядковані населені пункти: - с. Оляниця - с-ще Ладижинське |

## Склад ради
Рада складається з 16 депутатів та голови.

## Керівний склад сільської ради
| ПІБ                          | Основні відомості                                                                 | Дата обрання | Дата звільнення |
| ---------------------------- | --------------------------------------------------------------------------------- | ------------ | --------------- |
| Чернюк Володимир Олексійович | Сільський голова, 1965 року народження, освіта, член Народно-демократичної партії | 26.03.2006   | 31.10.2010      |
| Довбня Тетяна Степанівна     | Сільський голова, 1964 року народження, освіта вища, позапартійна                 | 31.10.2010   | 18.03.2012      |
| Олійник Володимир Васильович | Сільський голова, 1968 року народження, освіта вища, безпартійний                 | 18.03.2012   |                 |

Примітка: таблиця складена за даними джерела